# Valea Brazilor
Valea Brazilor – wieś w Rumunii, w okręgu Ardżesz, w gminie Băiculești. W 2011 roku liczyła 555 mieszkańców.